# Pompeo Aldrovandi
Pour les articles homonymes, voir Aldrovandi.
Pompeo Aldrovandi (né le 13 septembre 1668 à Bologne et mort le 16 janvier 1752 à Montefiascone) est un cardinal italien du XVIIIe siècle. 

## Biographie
Aldrovandi exerce des fonctions au sein de la Curie romaine, notamment comme gouverneur de Rome et vice-camerlingue de la Sainte Église. Il est élu archevêque titulaire de Néocésarée-du-Pont (de) en 1716 et nonce apostolique en Espagne en 1717. De crainte de se retrouver bloqué à Madrid à la suite des tensions entre le roi Philippe V et le pape Clément XI, il quitte la nonciature pour Avignon ce qui déplait au roi et encore plus au pape. Sous Innocent XIII, il est promu patriarche latin titulaire de Jérusalem en 1729.
Le pape Clément XII le crée cardinal lors du consistoire du 24 mars 1734. Aldrovandi est nommé évêque de Montefiascone et Corneto en 1734. Il participe au conclave de 1740 lors duquel Benoît XIV est élu. En 1740, il est nommé dataire apostolique. Le cardinal Aldrovandi est transféré légat apostolique à Romandiola de 1743 à 1746.

## Succession apostolique
Pompeo Aldrovandi a ordonné les évêques suivants :
- Évêque Salvador Rodríguez Castelblanco, T.O.R. (it) (1718)
- Évêque Bernardino Centurione (1741)
- Évêque Giacomo Filippo Consoli (1741)